# نادي صحار لكرة الطائرة
نادي صحار لكرة الطائرة هو نادي رياضي عماني لكرة الطائرة يمثل صحار في المنافسات المحلية والدولية وتأسس في عام 1972
نادي صحار هو النادي الأكثر فوزا بالبطولات المحلية في سلطنة عمان.

## إنجازات
فاز نادي صحار بـ11 بطولة دوري العماني لكرة الطائرة، وتتوزع الألقاب التي حصل عليها فريق الكرة الطائرة كما يلي:
- بطل عمان (11):

1995/94، 1999/98، 1999/2000، 2001/2000، 2001/2002، 2004/2003, 2005/2004، 2006/2005، 2007/2006، 2008/2007، 2009/2008، 2015/14.
- درع الوزارة (1) : 2015/14.
- كأس الاتحاد (1) : 2003.

## وصلات خارجية
- الموقع الرسمي لنادي صحار